# 帕戈達嶺
71°53′S 68°33′W / 71.883°S 68.550°W
帕戈達嶺（英語：Pagoda Ridge）是南極洲的山嶺，位於亞歷山大一世島東南部的土星冰川北岸，處於阿瑞斯嶺和得摩斯嶺之間，根據美國探險隊的空中照片被繪入地圖。